# Piotr Cywiński (dziennikarz)
Piotr Andrzej Cywiński (ur. 25 sierpnia 1951 w Kamieniu Pomorskim) – polski dziennikarz akredytowany w Niemczech, publicysta, komentator polityczny, felietonista i pisarz.

## Życiorys
Ukończył II Liceum Ogólnokształcące w Szczecinie, studiował na Wydziale Budownictwa i Architektury Politechniki Szczecińskiej oraz w Państwowej Wyższej Szkole Filmowej, Telewizyjnej i Teatralnej w Łodzi. W latach 1974–1987 pracował w TVP Szczecin i „Kurierze Szczecińskim”, specjalizując się w tematyce oświaty, szkolnictwa wyższego i kultury. Publikował m.in. recenzje filmowe, współpracował z Festiwalem Artystycznym Młodzieży Akademickiej FAMA – jako współrealizator, recenzent, juror. Jednocześnie zamieszczał artykuły w tygodnikach „Panorama”, „Perspektywy”, „Morze i Ziemia”.
W 1988 uzyskał akredytację parlamentarno-rządową w Bonn i Brukseli. Współpracował jako publicysta, reportażysta i stały komentator m.in. z „Nowym Dziennikiem”, pismem „Kontinent” (wydawanym w RFN przez Stowarzyszenie Obrony Praw Człowieka w Europie Wschodniej), „Tygodnikiem Solidarność”, „Jednością”, niemieckim tygodnikiem „Focus” oraz magazynem „Spiegel TV”.
W latach 1989–2011 był publicystą tygodnika „Wprost”. Specjalizuje się w problematyce międzynarodowej, ze szczególnym uwzględnieniem stosunków polsko-niemieckich. Relacjonował znaczące wydarzenia z najnowszej historii Niemiec: obalenie Muru Berlińskiego oraz zawarcie traktatów z Polską o potwierdzeniu granic i dobrym sąsiedztwie. Jest autorem ekskluzywnych wywiadów m.in. z ostatnim sekretarzem SED i przewodniczącym Rady Państwa NRD Egonem Krenzem, z kanclerzami RFN Helmutem Schmidtem, Helmutem Kohlem, Gerhardem Schröderem, z prezydentami Niemiec Richardem von Weizsäckerem, Romanem Herzogiem i Johannesem Rauem, z szefami rządów krajów UE, przewodniczącymi Komisji UE i sekretarzami generalnymi NATO w Brukseli. Organizował wizytę w Warszawie pastora Joachima Gaucka, pierwszego szefa Federalnego Urzędu do Spraw Dokumentacji Służb Bezpieczeństwa Państwa byłej NRD. Był moderatorem polsko-niemieckiego okrągłego stołu z udziałem polityków i przedstawicieli mniejszości narodowej.
Prócz „Wprost” pisał m.in. dla „Newsweeka”, „Przekroju”, „Warsaw Voice”, „Gazety Wyborczej”, „Rzeczpospolitej”, „Życia Warszawy”, był także stałym felietonistą w „Głosie-Dzienniku Pomorza” i w dwujęzycznym tygodniku „Schlesisches Wochenblatt”. Publikuje także w czasopismach zagranicznych. Współpracował z Polskim Radiem i telewizją (magazyn informacyjny „Panorama” i TVP Info).
W latach 2011–2012 był komentatorem „Uważam Rze”. Po odwołaniu z funkcji redaktora naczelnego Pawła Lisickiego odszedł wraz z zespołem. Obecnie jest publicystą tygodnika „W Sieci” oraz portalu WPolityce.pl. Od stycznia 2017 do maja 2021 był współprowadzącym (z Piotrem Semką) audycji Magazyn Międzynarodowy w Polskim Radiu Szczecin oraz współautorem cyklu „Felietonów całkiem niepolitycznych”. Od czerwca 2021 do grudnia 2023 prowadził wraz z Michałem Rachoniem magazyn „Spięcie” nt. polityki krajowej i międzynarodowej oraz cykl felietonów pt. „Pole minowe” w Polskim Radiu Opole.
Opublikował dwie książki: Sezon na Europę (2003, z Rogerem Boyesem) ISBN 83-07-02933-3 oraz Koniec Europy (2004) ISBN 83-7391-642-3, zbiory reportaży z Polski, Niemiec, Czech, Słowacji, Austrii, Słowenii i Włoch, oraz ze wschodniego pogranicza UE (z Rosji, Litwy, Łotwy, Estonii, Białorusi, Ukrainy, Rumunii, Mołdawii, Bułgarii i Turcji). Był korespondentem wojennym m.in. z Bałkanów i Ruandy.
Wchodził w skład Rady Politycznej Partii Demokratycznej – demokraci.pl, z której wystąpił na znak protestu przeciw „zwrotowi tej partii na lewo”.
Jest żonaty (żona Dorota i syn Miłosz są prawnikami).